# Нор-Па-де-Кале
Нор — Па-де-Кале (фр. Nord-Pas-de-Calais) — історичний регіон  на півночі Франції з 1 січня 2016 у складі регіону О-де-Франс. Населення 4,026 млн чоловік (4-е місце серед регіонів). Головне місто Лілль. Інші великі міста — Дуе, Валансьєнн, Дюнкерк, Бетюн, Кале, Аррас.

## Географія
Площа території 12 414 км². Регіон включає департаменти Нор і Па-де-Кале. Через нього протікають річки Аа, Шельда (Есько), Самбра і Ліс. 